# 豊田市立前山小学校
豊田市立前山小学校（とよたしりつ まえやましょうがっこう）は、愛知県豊田市前山町にある公立小学校。

## 概要
- 今町、河合町、琴平町 、水源町1丁目（一部）、水源町3-5丁目、水源町6丁目（一部）、渡合町、豊栄町2丁目（一部）、豊栄町3丁目（一部）、前山町、明和町1-3丁目、明和町4丁目（一部）、明和町5丁目（一部）、明和町6-7丁目が校区である。公立中学校に進学する場合は豊田市立豊南中学校または豊田市立末野原中学校

へ進学する。
- トヨタ記念病院に「院内学級たんぽぽ」を設置している。

## 沿革
創立は1951年（昭和26年）10月である。これは挙母市立南小学校豊田分校が挙母市立前山小学校として独立した年である。ここではそれ以前についても記述する。
- 1947年（昭和22年）4月 - 挙母町立第二小学校豊田分校として設置される。1・2年生が通学する。
- 1948年（昭和23年）10月 - 挙母町立第二小学校が挙母町立南小学校に改称したのに伴い、挙母町立南小学校豊田分校に改称する。
- 1949年（昭和24年）3月 - 挙母町立南小学校今村分校[注釈 1]が廃止される。今村分校の児童は豊田分校に移る。
- 1951年（昭和26年）3月1日 - 挙母町が市制施行して挙母市となる。同時に挙母市立南小学校豊田分校に改称する。
- 1951年（昭和26年）10月 - 挙母市立前山小学校として独立する。
- 1953年（昭和28年）7月 - 山之手分校を設置する。
- 1958年（昭和33年）4月 - 山之手分校が挙母市立山之手小学校として独立する。
- 1959年（昭和34年）1月1日 - 挙母市が豊田市に改称する。同時に豊田市立前山小学校に改称する。
- 1978年（昭和53年）4月 - 豊田市立平和小学校を分離する。
- 1988年（昭和63年）4月 - トヨタ記念病院内に「院内学級たんぽぽ」を開設する。

## 交通アクセス
- 名鉄バス豊田市内線「前山小学校前」バス停より徒歩約1分。

名鉄三河線豊田市駅より【68系統】「前山小学校前」行。【69系統】「トヨタ記念病院」行。
- とよたおいでんバス【26系統】土橋・豊田東環状線「平山」バス停より徒歩約1分。

## 周辺施設
- 豊田市立豊南中学校
- 豊田市立平和小学校
- トヨタ自動車本社

## 出身者
- 重徳和彦（衆議院議員）